# Stylophora wellsi
Stylophora wellsi är en korallart som beskrevs av Friedrich Frederick Scheer 1964. Stylophora wellsi ingår i släktet Stylophora och familjen Pocilloporidae. IUCN kategoriserar arten globalt som nära hotad. Inga underarter finns listade i Catalogue of Life.